# Peter Wessel Zapffe
Peter Wessel Zapffe (Tromsø, 18 de diciembre de 1899 – Asker, 12 de octubre de 1990) fue un filósofo, escritor, jurista y alpinista noruego. Se hizo conocido por su visión pesimista y antinatalista de la existencia humana. Sus ideas sobre el problema fundamental de la existencia se pueden encontrar en el ensayo El último Mesías (título original: Den sidste Messias, 1933), que es una versión más corta de su bien conocido tratado filosófico Sobre lo trágico (título original: Om det tragiske, 1941). Algunas de sus fuertes influencias fueron Friedrich Nietzsche, Arthur Schopenhauer, Sigmund Freud o Henrik Ibsen. Llamó a su escuela de pensamiento Biosofía.[cita requerida]

## Ideas
Zapffe sostiene que los hombres nacen con una habilidad superdesarrollada (comprensión, conocimiento de sí mismo) que no encaja en el diseño de la naturaleza. El anhelo humano de la justificación en cuestiones tales como la vida y la muerte no puede ser satisfecho, y por lo tanto, la humanidad tiene necesidades que la naturaleza no puede satisfacer.
La tragedia, siguiendo esta teoría, consiste en que los seres humanos pasan todo su tiempo tratando de no ser humanos. El ser humano, por lo tanto, es una paradoja.
Zapffe era un alpinista experimentado y tuvo un interés muy temprano en el ecologismo. Esta forma de conservacionismo de la naturaleza surgió de la intención de evitar la culturalización humana de la naturaleza; no de una intención de proteger a la naturaleza en sí[cita requerida]. Es autor de numerosos cuentos humorísticos sobre montañismo.

Con ocasión del cumpleaños número 65 del filósofo noruego-canadiense Herman Tønnessen, fue publicado el libro Elijo la verdad. Un diálogo entre Peter Wessel Zapffe y Herman Tønnessen (1983). Ambos se conocían desde hacía ya muchos años. Tønnessen había estudiado en la Universidad de Oslo junto con Arne Næss. Se trata de una obra con un profundo tono pesimista.
Zapffe: En todas mis sillas vacías se sientan nadas psíquicas sin quejarse.
Tønnessen: [...] Estoy convencido de que lo harían. Quizás el espacio exterior está repleto de sus suspiros y sollozos ¡de los lamentos y las quejas desgarradoras de siquiera poder articular sus quejas!
Z: Para mí, una isla deshabitada no representa ninguna catástrofe, tampoco un cuerpo celeste libre del hongo febril de la vida; por ejemplo, la luna [...]
T: Lamentablemente: para con un proyecto tal tengo cálidos y muy buenos sentimientos [...] Pero lamento decir que, en verdad, no tengo nada de respeto por el plan cognitivo [...] Me has interpretado demasiado amistosamente. Has contado con que soy igual de bueno que tú, siendo que, en realidad, no lo soy en absoluto.
— Elijo la verdad. Un diálogo entre Peter Wessel Zapffe y Herman Tønnessen (1983)

## Vida personal

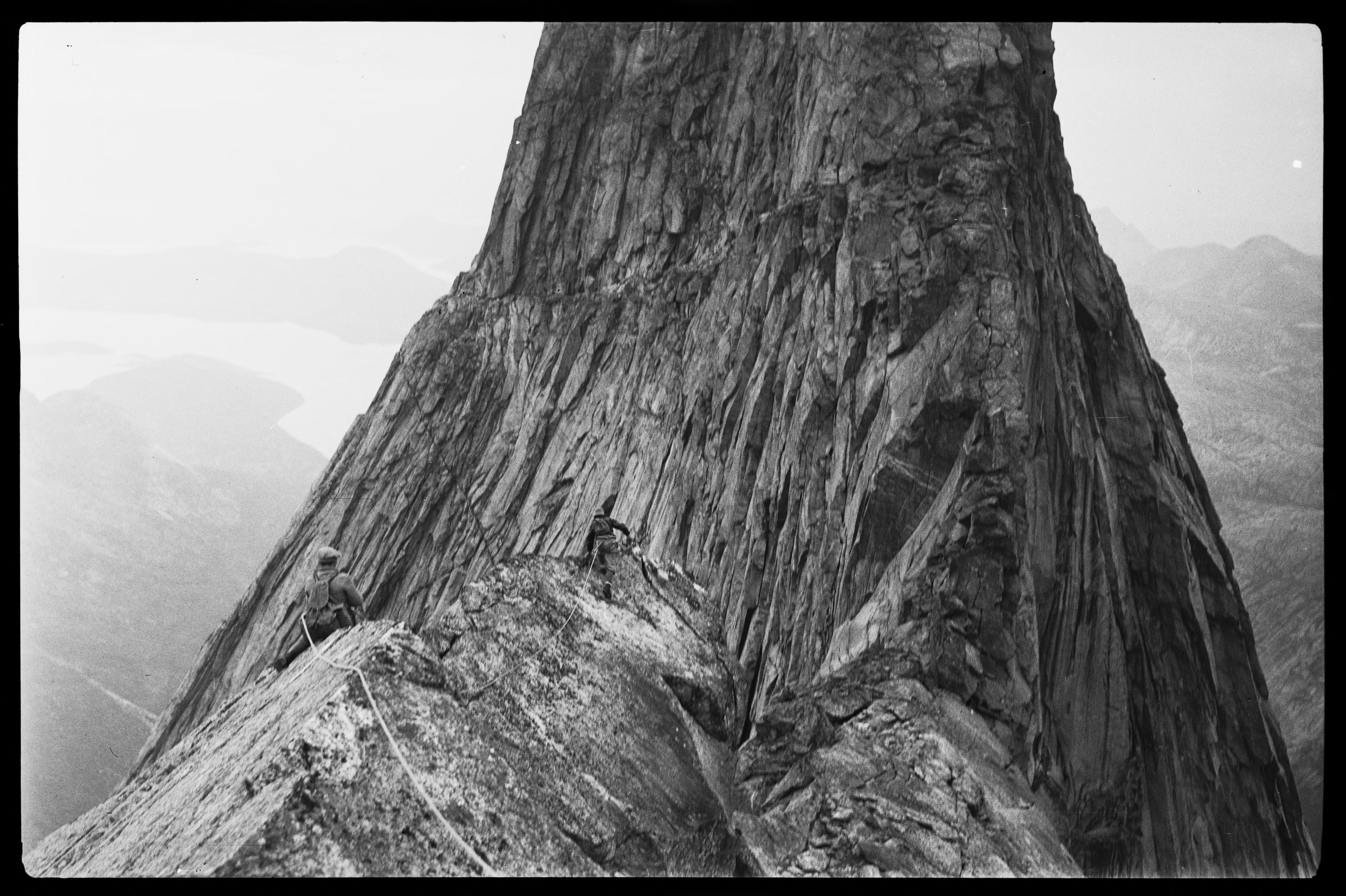
Escalada del Stetind con Arne Næss, en 1937. Producción fotográfica.

Hijo del boticario Fritz Gottlieb Zapffe y Gudrun Wessel, estando emparentado por su lado materno al almirante dano-noruego Peter Tordenskjold.
En Kristiania, en el año 1921, conoció Zapffe el alpinismo, comenzando con retos de escalamiento en Bærum, en el Kolsås. Ahí fue su primera escalada. En 1924 fue la primera persona en escalar la cima del Tommeltott en Ullsfjorden; en 1925, el Småting (costado del sur) en Kvaløya; y el Bentsjordtind entre Malangen y Balsfjorden. Y en el mismo año: Okshorn, Snekollen y Mykkjetind fueron escalados. En 1926 fue una cima en Senja y también la cima Hollenderan en Kvaløya, primeramente pisada por él: en 1987 fue nombrada la cima más alta del Hollenderan en Kvaløya con su nombre. Fue en aquel entonces el primer noruego en presenciar dicho honor. La cima se llama hoy «Zapffes tind» (la cima de Zapffe). En 1928, Zapffe fue el primero en llegar a la cima del Skamtinden y también fue el primero en escalar el lado frontal del Svolværgeita.
En 1940 Zapffe envió una solicitud al Norsk Tindeklubb, pero fue rechazado, probablemente por el estilo característico de ironía y de sarcasmo de Zapffe con que escribió su solicitud y en general toda su obra. No obstante, en 1965 fue aceptado en una sociedad de alpinismo pero como miembro de honor, y nuevamente en 1987 en un club de alpinismo de Tromsø.
En 1928, a causa de una tormenta, se estrelló el zepelín de Umberto Nobile de regreso a Italia. Roald Amundsen (amigo de la familia Zapffe) y Peter Zapffe colaboraron en el rescate de la tripulación del zepelín. Ahí Peter fungió como intérprete de la expedición. Posteriormente en el DS «Isbjørn» fue Peter intérprete del alemán, su padre se encontraba también a bordo: la expedición era entonces para buscar el desaparecido Amundsen. No obstante, la búsqueda fue un fiasco. Tras el regreso de la expedición del «Isbjørn» todo fue un golpe para él: la muerte de su hermana, la alienación social, la vida familiar, un casamiento frustrado y las expectativas de su vida profesional (pues su contrato fue rescindido). Según las palabras del propio Zapffe: «No encuentro ninguna satisfacción en el ámbito jurídico [...] No puedo seguir sin evitar pudrirme y languidecer [...] He de arrojarme a la vida: conocerla cara a cara, conquistar su secreto por las buenas o por las malas tanto me permitan nuestras capacidades de raciocinio».
Peter abandonó Tromsø el 5 de junio de 1929. Encontró una pieza en la calle Erling Skjalgssøns en Kristiania, viviendo de manera bastante frugal y en un estado anímicamente catastrófico: «El pensamiento de la muerte como la consolación y el escape más grandes, y que siempre está a la mano, penetra en mí cada vez con mayor fuerza».
Similarmente a Emile Cioran, vivió desde 1978 de una pensión estatal. En 1987 recibió el Premio de Honor de la fundación Fritt Ord por «el carácter original y versatil de su obra literaria». Durante su premiación el 16 de noviembre, fue mencionado con justicia, entre otras cosas, su estilo de escritura tan característico, tanto caprichoso como críptico: «Difícilmente se encuentra otro noruego en nuestro tiempo que represente el pensamiento libre de manera más consecuente [...] él ha vivido la vida de un librepensador y escrito como uno. Y añadiré: también libre de las reglas de escritura que deformarían lo que el considera la integridad de su estilo». Zapffe se ocupó de «las preguntas fundamentales [...] de la "eterna y ardiente cuestión": qué significa ser humano y nuestro contexto en el cosmos»; causas de que «la mayoría de los humanos se enseñe a salvarse  [...] con reducir artificialmente el contenido de la consciencia».
En sus últimos años de vida, en que fue visitado frecuentemente por periodistas, tuvo ocasión una entrevitsa con Asker og Bærum Budstikke, en la que afirmó finalmente lo siguiente: «Yo no soy pesimista. Yo soy un nihilista. A saber, no un pesimista en el sentido de que tenga aprensiones sobre un mal inminente, sino nihilista en un sentido que no es moral».
Zapffe se casó dos veces, permaneciendo con su segunda esposa, Berit Zapffe, hasta su muerte en 1990. Berit murió en mayo de 2008. Zapffe era antinatalista y decidió no tener hijos.

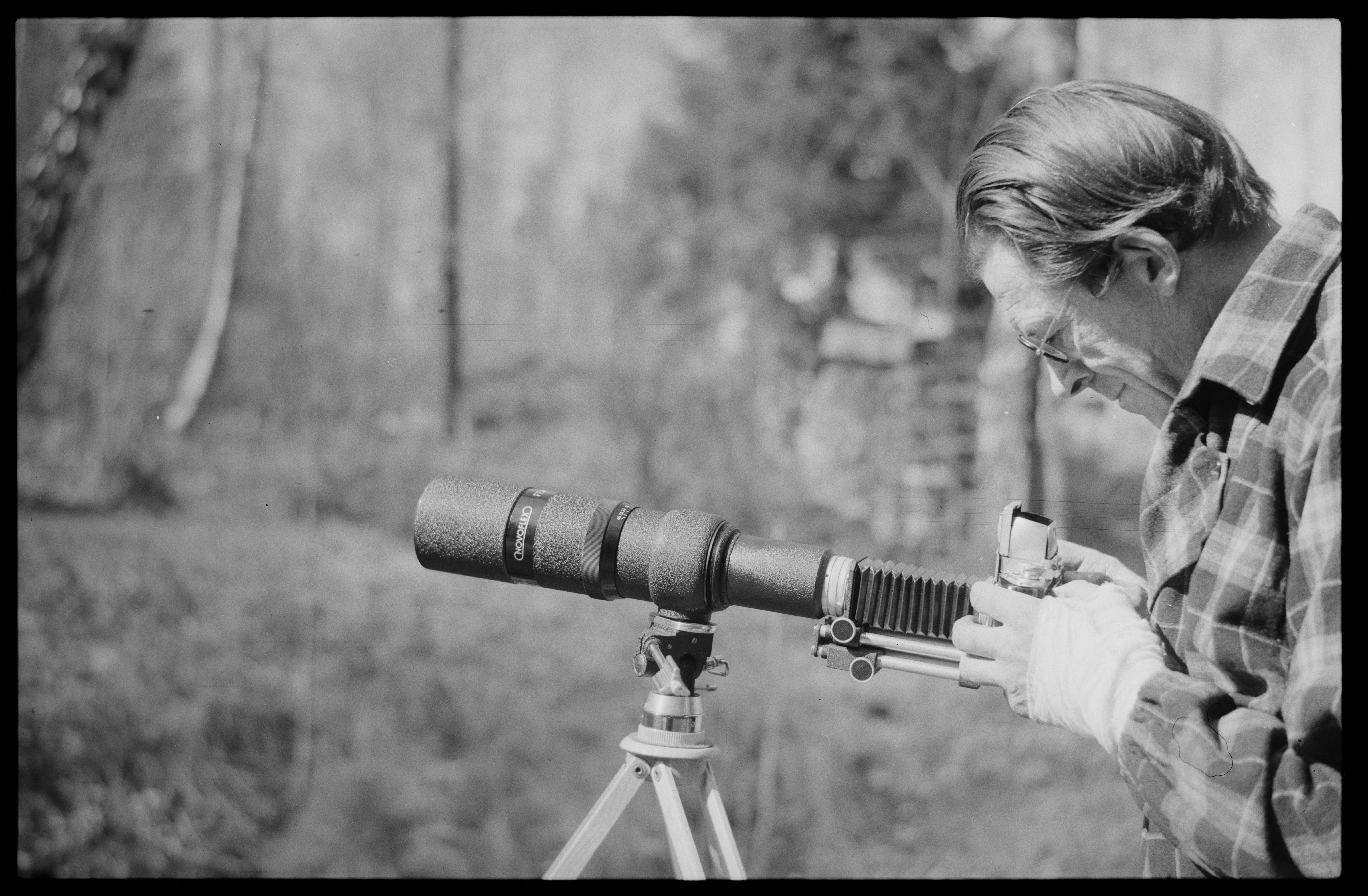
Zapffe con cámara, 1949.

Los pasatiempos de Zapffe eran variados, mostrando un temprano entusiasmo en la pintura; sin embargo, la fotografía lo ocupó desde la edad de los 12 años por medio de su padre (él mismo un hábil fotógrafo), quien prestó su equipo fotográfico al pequeño Zapffe iniciándolo en una disciplina en la que fue bastante prolífico. Esto significó además una especie de compensación de su miopía. El impacto de su trabajo como fotógrafo se puede ver reflejado en su trabajo Alegrías ásperas (Barske Glæder; 1969), donde pareciese que reconstruye écfrasis de su documentación fotográfica durante sus viajes a la montaña. Mucha de su producción fotográfica es actualmente patrimonio cultural.

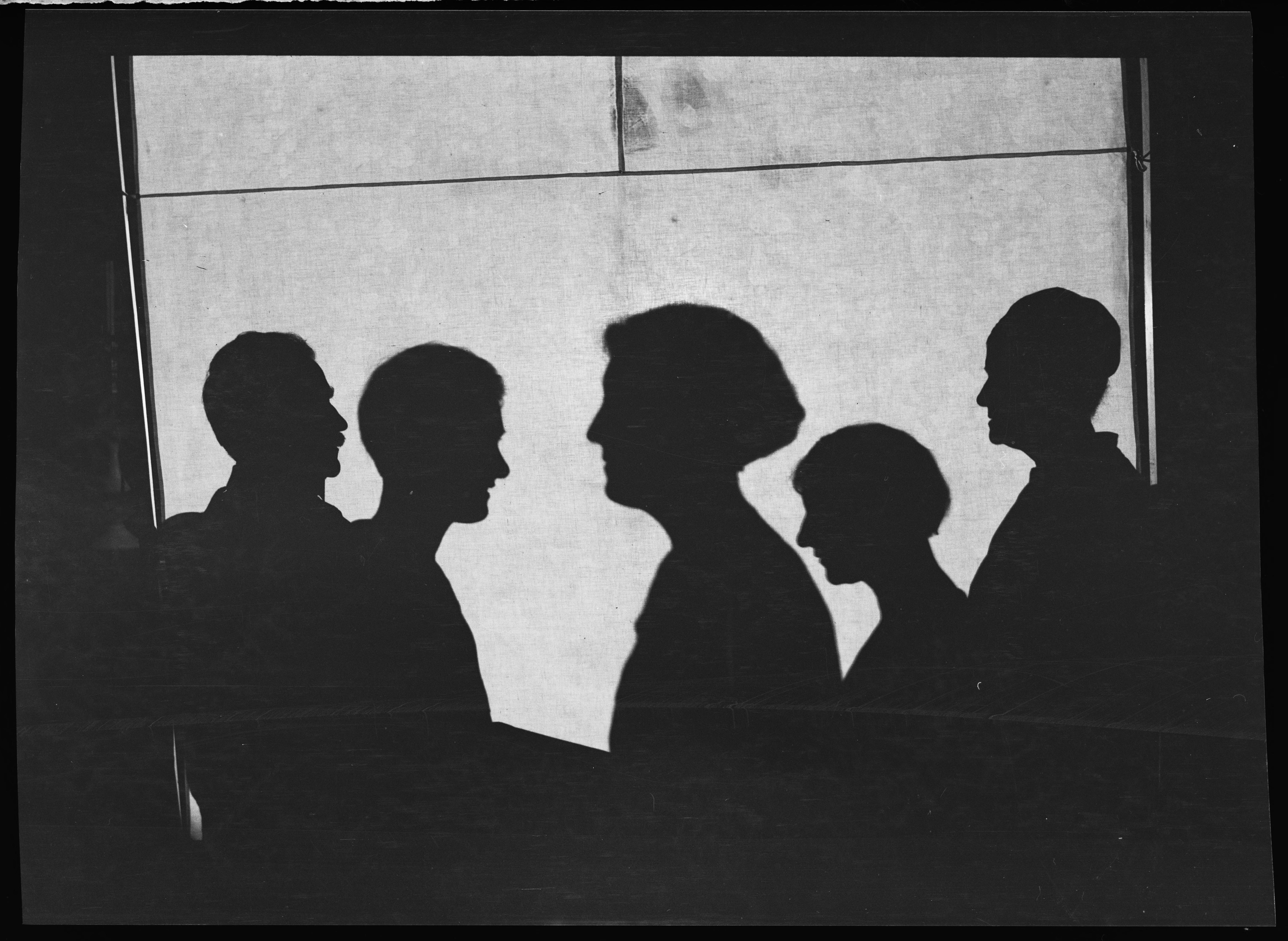
Siluetas de personas, producción fotográfica

## Textos destacados
- Om det tragiske, Oslo, 1941 and 1983. Sobre lo trágico. Aquelarre Ediciones y Universidad Veracruzana, México, 2025. ISBN 978-607-59488-8-1.
- Den fortapte sønn. En dramatisk gjenfortælling (En: The Prodigal Son: A Dramatic Renarration), Oslo, 1951.
- Indføring i litterær dramaturgi (En: Introduction to Literary Dramaturgy), Oslo, 1961.
- Den logiske sandkasse. Elementær logikk for universitet og selvstudium (En: The Logical Sandpit: Elementary Logic for University and Individual Study), Oslo, 1965.
- Lyksalig pinsefest. Fire samtaler med Jørgen (En: Blissful Pentecost: Four Dialogues with Jørgen), Oslo, 1972.
- Hos doktor Wangel. En alvorlig spøk i fem akter (En: With Doctor Wangel: An Earnest Jest in Five Acts), by Ib Henriksen (pseudonym.), Oslo, 1974. Play.
- Rikets hemmelighet. En kortfattet Jesus-biografi (En: The Secret of the Kingdom: A Short Biography of Jesus), Oslo, 1985.

## Colección de sus escritos cortos
- Essays og epistler (En: Essays and epistles), Oslo, 1967.
- Barske glæder og andre temaer fra et liv under åpen himmel (En: Rough Joys, and other themes from a life lived under the open sky), Oslo 1969.
- Spøk og alvor. Epistler og leilighetsvers (En: Jest and Earnest: epistles and occasional verse), Oslo, 1977.
- Hvordan jeg blev så flink og andre tekster (En: How I Became So Clever, and other texts), Oslo, 1986.

## Otros trabajos
- Vett og uvett. Stubber fra Troms og Nordland (En: Sense and Silly: small stories from Troms and Nordland) by Einar K. Aas and P.W Zapffe, Trondheim 1942.